# 橋本正晴
橋本 正晴（はしもと まさはる、1919年3月20日 - 1990年1月16日）は、日本の競馬騎手、調教師。
調教師として、1963年の中央競馬年度代表馬に選出されたリュウフォーレルなど、「リュウ」を冠名とする三好諦三・笑子夫妻の所有馬を数多く手掛けた。同じく調教師の橋本寿正は実子。

## 経歴
1919年、神奈川県横浜市に生まれる。出生名は入江正晴であったが、少年時代に両親を相次いで亡くし、親戚付き合いをしていた橋本家に引き取られた。一時橋本家の親類が東京で営んでいた家具工場に奉公に出されたが、長続きせず横浜に戻る。その後、橋本の小柄な体格を見てとった知人に騎手になることを勧められ、1930年、紹介を受けた京都競馬倶楽部（京都競馬場）の鬼頭伊助厩舎に騎手見習いとして入門した。
1933年に14歳で騎手免許を取得。橋本が騎手となったのち鬼頭厩舎は衰退していき、鬼頭は1937年に健康を害し引退。馬主の墨善エ門の計らいで前年に調教師免許も取得していた橋本がそのまま厩舎管理を引き継いだ。同年秋には墨の所有馬タケトラに騎乗し、当時小倉競馬場で最大の競走であった九州産小倉特別に勝利した。さらに墨から「カツラ」の冠名で知られた牧市太郎を紹介され、両者の後援により成績を挙げていった。
1942年には結婚したが、前年の太平洋戦争勃発により同年から徴兵を受け、南方戦線に派遣された。ラバウルで終戦を迎え、1946年5月に帰国。競馬の再開後は牧が馬を預けていた相羽仙一厩舎（京都競馬場）に身を置いたが、3年間を馬手（厩務員）として過ごした。1950年に改めて調教師免許を取得すると、同年に知人を介して新進馬主の三好諦三を紹介され、その所有馬の管理を請け負った。三好の最初の所有馬ウンリュウは10勝を挙げ、2頭目のライリュウも中京記念を制するなど活躍。以後も橋本厩舎が「リュウ厩舎」と呼ばれるほど活躍馬が続出した。1961年にはリュウフォーレルが入厩。同馬は翌1962年秋に神戸杯で重賞を初勝利し、クラシック最終戦の菊花賞で2着、1963年になると本格化を迎え、春のグランプリ宝塚記念、天皇賞（秋）、年末のグランプリ有馬記念を次々と制し、同年の年度代表馬をクラシック二冠馬メイズイと同時受賞した。当時三好の所有馬には他に目立ったものがいなかったことからリュウフォーレルは翌1964年も現役を続行し、11月にはアメリカのワシントンD.C.インターナショナルに招待され、関西馬として初めてのアメリカ遠征も経験した。リュウフォーレルの引退後にはリュウファーロスが台頭し、1966年から1968年にかけて4重賞を制した。
1989年3月、足が不自由になっていたことから定年まで7年を残して引退。通算成績は日本中央競馬会が発足した1954年以降で、重賞26勝を含む6417戦658勝であった。翌1991年1月16日、心筋梗塞のため70歳で死去した。

## 人物
橋本の人柄を知る者は短気、厳格と口を揃えており、弟子の野村彰彦はあまりの厳しさに故郷に逃げ帰る寸前までいったというが、「厳しさの中にやさしいところもあった」とも評している。三好諦三の妻・笑子は、橋本が三好夫妻以外の馬主から呼び捨てにされた際「三好さんに呼び捨てにされてもあんたに呼び捨てにされる覚えはない」と食ってかかったことに驚いた、という思い出を語り、「本当に一本気だった。涙もろいところがあり、人間味は十分に感じた」と評している。

## 調教師成績

### 主な管理馬
八大競走優勝馬
- リュウフォーレル（1963年天皇賞・秋、有馬記念など重賞7勝）

その他重賞競走優勝馬
- ライリュウ（1955年中京記念）
- カツラホマレ（1958年大阪杯）
- リュウショウ（1959年京都4歳特別）
- ホマレリュウ（1959年宝塚杯）
- カツラバラッケー（1961年アラブ大賞典）
- リュウゲツ（1961年京都大障害・秋）
- リュウライト（1960年阪神3歳ステークス 1962年朝日チャレンジカップ）
- スズカリュウ（1963年金杯・西）
- カツラエース（1964年金杯・西）
- リュウファーロス（1966年阪神大賞典 1967年大阪杯 1968年日本経済新春杯、スワンステークス）
- リュウスパーション（1970年京都記念・秋）
- シバクサ（1970年デイリー杯3歳ステークス 1971年京都4歳特別、セントウルステークス）
- シバタケ（1973年京阪杯、小倉大賞典）

### 受賞
- 優秀調教師賞（関西）2回（1961年、1963年）

## 主な厩舎所属者
- 宮本悳（1956年-1971年、騎手）
- 中尾銑治（1956年-1962年、騎手）
- 野村彰彦（1962年-1967年、騎手）
- 高崎詠三郎（1962年-1988年、騎手）
- 池江泰郎（1963年-1964年、騎手）
- 橋本寿正（1973年-1974年、厩務員。1974年-1986年、調教助手）
- 昆貢（1976年-1977年、騎手候補生）